# Tolóerővektor-eltérítés

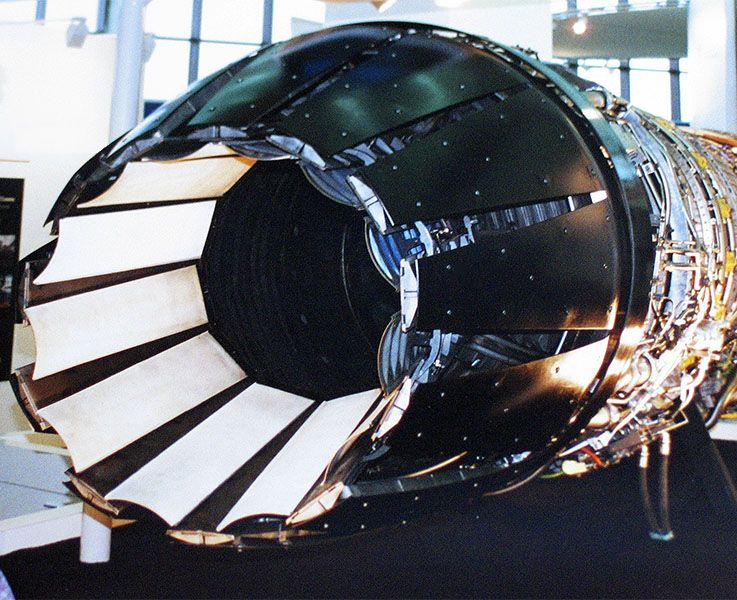
F–16-os kísérleti, vektorálható fúvócsöve

A tolóerővektor-eltérítés a sugár- vagy rakétahajtással működő járművek (elsősorban repülőgépek, rakéták) kormányzására szolgáló módszer, melynek során a kiáramló gázsugár a hossztengellyel párhuzamos irány helyett valamilyen más irányba hagyja el a hajtóművet, így a járműre forgatónyomatékot gyakorol.
A módszert elsőként a második világháborúban tömegesen alkalmazott német V–2 ballisztikus rakéta irányításánál alkalmazták, bár akkor még nem így nevezték. A mai értelemben vett tolóerővektor-eltérítést először a helyből felszálló repülőgépek (például a Harrier) számára fejlesztették ki az 1950-es években, ezeknél a repülőgépeknél a gázsugarat akár 90°-nál jobban is el lehet téríteni. Az 1980-as évektől a kísérleti, majd az ötödik generációs vadászrepülőgépeken (X–31, F–22, Szu–35) a manőverezőképesség javítására használják, az ilyen berendezéssel felszerelt repülőgép ugyanis kis sebességeknél (amikor az aerodinamikai kormányfelületek kevésbé hatásosak) is képes intenzív manőverezésre.
Hasonló elven működnek a helikopterek és a repülőgépek keresztezésével született konvertiplánok is, ez esetben a rotorok elforgatásával érik el a vonó- vagy emelőerő vektorának megváltoztatását.